# Малм, Ниина
Ниина Мария Онерва Малм (фин. Niina Maria Onerva Malm; род. 3 мая 1982, Иматра, Финляндия) — финский политический деятель. Второй заместитель председателя Социал-демократической партии (СДП). Депутат эдускунты с 2019 года.

## Биография
Родилась 3 мая 1982 года в Иматре.
В 2000 году окончила профессиональное училище в Иматре, получила профессию логиста.
Участвовала в деятельности Индустриальный профсоюз. В 2016 году избрана уполномоченным представителем работников (pääluottamusmies) сталелитейного завода Ovako в Иматре. Занимала пост с 2017 по 2019 год. До этого работала крановщицей, упаковщицей, пильщицей и грузчицей.
В 2021 году избрана председателем Союза просвещения рабочих (Työväen Sivistysliitto, TSL) на 2022—2023 годы. 1 января 2022 года сменила Илкку Кантолу. 1 января 2024 года её сменил Антти Ринне.
С 1 января 2023 года — член совета директоров компании Osuuskunta Tradeka.

## Политическая карьера
Занялась политикой в 2008 году. По результатам муниципальных выборов 2008 года избрана в городской совет Иматры от Социал-демократической партии (СДП).
По результатам парламентских выборов 2019 года избрана депутатом эдускунты в избирательном округе Юго-Восточная Финляндия. Переизбрана на выборах 2023 года. Заместитель члена Комитета по обороне (с 2023), член Комитета будущего (с 2023), член Комитета по трудовой жизни и равенству (в 2019—2023 и с 2023), заместитель председателя финской делегации на Конференции парламентариев Арктического региона (с 2023).
С 2021 года — заместитель председателя областного правительства в Южной Карелии. В 2022—2025 годах — член совета региона благосостояния Южной Карелии.
На съезде партии 2 сентября 2023 года избрана вторым заместителем председателя.

## Личная жизнь
Живёт в Иматре.